# Міжнародна асоціація виробників засобів біоконтролю
Міжнародна асоціація виробників засобів біоконтролю (IBMA) — всесвітня асоціація галузі, головний офіс якої знаходиться в Брюсселі. IBMA налічує понад 220 компаній-членів.
Асоціація є спонсором щорічних зустрічей в галузі біоконтролю, які проходять у Базелі, Швейцарія.

## Історія
IBMA була заснована в Брайтоні (Англія) в 1995, президентом-засновником був Бернард Блюм. На його честь у 2015 була започаткована премія Бернарда Блума.
Президентами IBMA були: Мішель Гійон, Деніз Мандей, Оуен Джонс, Віллем Равенсберг та Сільвія Плак. Нинішнім глобальним президентом IBMA є Герман Ван Маллаерт.

## Сфера дії
Асоціація представляє виробників продуктів біоконтролю в основному в межах членів Європейського Союзу, ОЕСР та ФАО.
На робочих зустрічах члени обмінюються досвідом, зокрема на щорічному конгресі ABIM у Базелі.
На відміну від хімічної галузі захисту рослин (Асоціація сільськогосподарської промисловості), члени IBMA виробляють біоефектори, тобто рослини, феромони, безхребетні агенти біологічного контролю та мікроорганізми як основу для засобів захисту рослин. Ці продукти біоконтролю проти хвороб рослин та шкідників можуть бути використані в органічному виробництві їжі, а також у системах виробництва ІРМ. 
Великий відсоток членів IBMA — малі, середні підприємства (МСП). Продукти членів IBMA використовуються у звичайних системах землеробства в рамках інтегрованої боротьби зі шкідниками (IPM) при потребі втручання.
IBMA є членом BioProtection Global, всесвітньої федерації асоціацій галузей біоконтролю та біопестицидів.

## Українські підприємства — члени
У 2019 українська компанія БТУ-Центр стала першим і станом на червень 2021 залишається єдиним українським членом IBMA. Компанія є розробником та виробником понад 50 біологічних рішень для органічного та комплексного землеробства і входить до числа 25 відсотків найбільших виробників біопродуктів у світі. Мікробні засоби для захисту рослин, живлення та відновлення ґрунтів БТУ-ЦЕНТР забезпечують стійке землеробство на понад 3 млн га.